# Grad Vurberk
Grad Vurberk stoji na južnem delu Slovenskih goric, na strmi levi obali reke Drave in je bil prvič posredno omenjen leta 1238, ko je omenjen njegov graditelj Wigand (Wigandus de Wrmberch).

## Zgodovina
Ostanki prvega gradu na Vurberškem griču izvirajo iz 12. stoletja. Iz leta 1204 izvira zmaj v grbu prvega znanega posestnika Amelrika Holenburškega.  Prvič je bil neposredno omenjen leta 1244, ko se grad omenja kot Wuermwerg; takrat ga je Amelrik iz Stubenberga zastavil Swikerju Humperškemu. Po Swikerjevi smrti, je dobil Vurberk - castrum in Wurmberch od salzburškega nadškofa v fevd Hartnid iz Ptuja v zameno za svoje dedne posesti v Lungavu (Tamsweg) v Salzburškem.
Grad je bil v lasti grofov Hollenburgov ali gospodov Vurberških, ki so ga poimenovali in mu dali značilen grb na katerem je upodobljen črv (nem. Wurm), pravljična kača - zmaj.
Med vojno med Otokarjem II. Češkim in Ogri je Vurberk za krajši čas prišel pod Ogre. V 60. letih 13. stoletja naj bi dal kralj Otokar Češki menda grad porušiti. Rudolf Habsburški, nemški kralj, je izkoristil nezadovoljstvo plemstva in v bitki na Moravskem polju leta 1278 Otokarja premagal, tako je Štajerska z drugimi Otokarjevimi deželami prišla pod habsburško oblast. Ptujski gospodje so Vurberk ponovno pozidali. V salzburških rokah je ostal vse do leta 1438, nato pa z dedno pogodbo leta 1441 prešel v posest Friderikove sestre Neže, poročene z Leutoldom Stubenberškim. V posesti Stubenberških je ostal do leta 1616, ko je Jurij Stubenberški prodal gospoščino Filibertu Schranzu pl. Schranzeneggu.
Leta 1493 so ga napadli Turki, vendar ga nikoli niso mogli zavzeti. Grad je bil dobro opremljen. V grajskem inventarju iz leta 1525 je med drugim natanko popisana njegova obrožitev: v orožarnici so bili oklepi in kar je sodilo zraven, drugo orožje je bilo v mali orožarski izbi, v hišici pred kapelo so bile pripravljene sulice in kopja. Potem se omenjajo še poljske kače (vrsta topov), tri štuke na kolcih, dve bombardi in več kartaun ter ostali topovi s pripadajočim strelivom.
V 16. stoletju so grad preuredili in ga utrdili z renesančnim obzidjem in obrambnim stolpom.
Leta 1619 jo je pridobil Wolfgang Žiga baron pl. Herberstein, leta 1627 polkovnik baron Johan pl. Wechsler, njegova hči »huda Liza«, pa jo je leta 1639 ponovno prodala Herbersteinom. Pred letom 1677 je bil lastnik Jurij Gunter grof Herberstein. Ta se je spopadel z oboroženi podložniki sosednje čez Dravo ležeče gospoščine  Ravno polje in Šentjanž, ki je bilo v lasti grofa Ivana Kristjana Gallerja in Terezije Marije roj. grofice Breuner, ko je po dolgoletnih sporih vdrl na njihovo posest in ubil enega podložnika in dva smrtno ranil. V spopadu so ga podložniki sosednje gospoščine pobili do smrti. Sledil je večletni proces v Gradcu proti šestim kmetom, ki pa na koncu niso bili obsojeni na smrt.
Ko se je Kristina Krescencija pl. Herberstein leta 1715 poročila z grofom Ignacijem Marijo Attemsom, je grad prešel v posest Attemsov do leta 1885. Do leta 1907 je bil grad nato v meščanskih rokah, ko so si ga ponovno pridobili Herbersteini. Pred zadnjo vojno je bil v njem sanatorij ruskega rdečega križa. Med drugo svetovno vojno je bila v njem nacistična politična šola. 22. februarja leta 1945 je bil grad med bombardiranjem hudo poškodovan. Ruševine so po vojni odstranili. V glavnem se danes grad uporablja za prireditve, saj na njegovem dvorišču stoji "amfiteater". V bastiji se nahajajo prostori turističnega društva.
Po prvi svetovni vojni je ruski Rdeči križ v gradu uredil sanatorij za pljučne bolezni, ki je deloval vse do druge svetovne vojne. Takrat so grad zavzeli Nemci in ga spremenili v center za usposabljanje nemških vojaških in političnih komisarjev. Po raketiranju s strani južnoafriškega vojnega letalstva je eden najlepših slovenskih gradov postal le vir gradbenega materiala za okoliške prebivalce. Kasneje je bilo notranje dvorišče gradu preurejeno v letno gledališče.

## Opis
Iz starih risb in fotografij je grad možno delno rekonstruirati. Bil naj bi pravokotne oblike z enim okroglim obrambnim stolpom postavljen na živo skalo. V pritličju je bila grajska ječa in upravni prostori, sicer naj bi imel dve nadstropji. V prvem nadstropju je bilo 22 sob, v drugem pa 14. Dvorišče je bilo obdano z arkadami, na eni steni naj bi bila renesančna trifora. Sredi dvorišča je bila cisterna in 72 metrov globok vodnjak. Vodo so črpali s pomočjo kolesa na stopala - edinega znanega na Slovenskem in menda prava redkost tudi širše v Evropi. Na severo-vzhodnem traktu sta bili vzidani plošči z grbom Stubenberških, na enem izmed dvoriščnih prizidkov pa je bila letnica 1592.
Okrog jedra zgradbe je bil renesančni utrdbeni obroč, obzidje s stolpi, ki je delno ohranjeno še danes. V gradu je bila bogata zbirka starega pohištva, orožja, mučilnega orodja, umetnin in drobne opreme, katerega del je sedaj na Ptujskem gradu, v Gradcu in v Libohovicah na Češkem.

## Grad danes
Leta 1979 je še ohranjeni del - spodnje dvorišče z vhodnim portalom, obzidje s strelnicami, ter dve manjši poslopji, obnovilo Turistično društvo Vurberk.
Turistično društvo Vurberk prireja že od leta 1992 festival narodnozabavne glasbe na grajskem dvorišču gradu Vurberk. Organizirajo pa tudi druge kulturne prireditve kot na primer festival pevskih zborov Štajerska poje.

## Zunanji viri
- Predstavnosti o temi grad Vurberk v Wikimedijini zbirki
- http://www.gradovi.jesenice.net/vurberg.html Arhivirano 2010-12-12 na Wayback Machine.